# لومباردو بویار
لومباردو بویار (انگلیسی: Lombardo Boyar؛ زاده ۱ دسامبر ۱۹۷۳) هنرپیشه اهل آمریکا است. از فیلم‌هایی که وی در آن نقش داشته است، می‌توان به پی‌نوشت: گربه‌ات مرده، خیابان کندی کین و نوعی زیبایی اشاره کرد.